# Доња Пакаштица
Доња Пакаштица (алб. Pakashticë e Poshtme) је насељено место у општини Подујево, Косово и Метохија, Република Србија.

## Демографија
| Демографија | Демографија | Демографија |
| Година      | Становника  | Становника  |
| ----------- | ----------- | ----------- |
| 1948.       | 155         |             |
| 1953.       | 161         |             |
| 1961.       | 162         |             |
| 1971.       | 129         |             |
| 1981.       | 184         |             |
| 1991.       | 347         |             |